# SSV Bozen Loacker
Maillots
Le SSV Bozen Loacker est un club de handball situé à Bolzano en Italie.

## Palmarès
- Championnat d'Italie (5) : 2011-12, 2012-13, 2014-15, 2016-17, 2018-19
- Coupe d'Italie (5) :  2011-12, 2012-13, 2014-15, 2018-19, 2019-20
- Supercoupe d'Italie (4) :  2012, 2015, 2017, 2019